# Korythos (Lapithe)

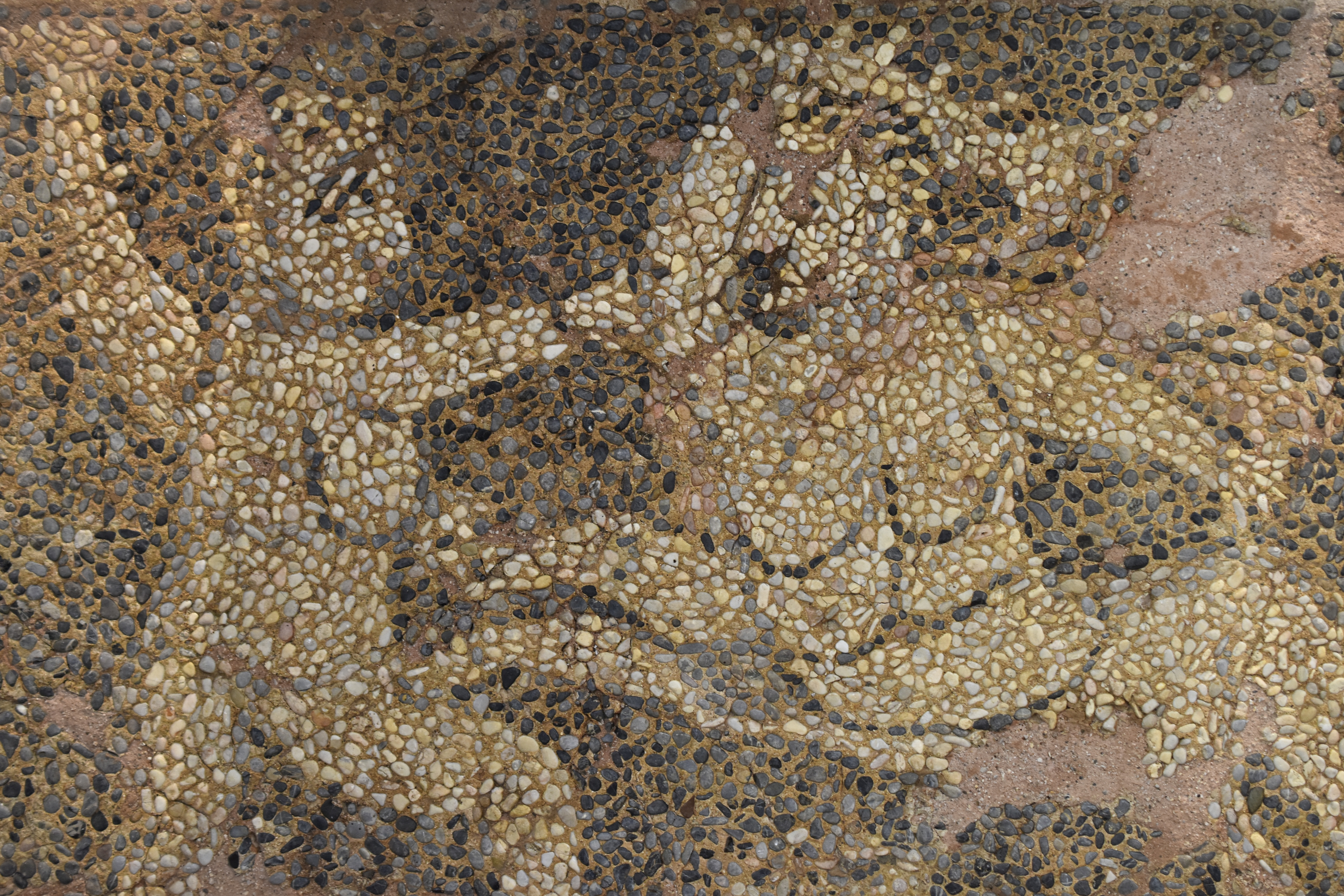
Mosaik, 2. Jh. v. Chr., Kentaur attackiert einen Lapithen.

Korithos ist in der griechischen Mythologie ein Lapithe, der in der Kentauromachie auf der Hochzeit des Peirithoos vom Kentauren Rhoetus getötet wird. Einzige Quelle ist das zwölfte Buch der ovidischen Metamorphosen.

## Name
Der Name kommt vom griechischen Κόρυθος, Kóry̆thos, eine gebeugte Form von κόρυς, Helm; lateinisch und deutsch auch Córythus mit der Betonung ebenfalls auf der ersten Silbe, da das „y“ in der vorletzten Silbe kurz ist. Es gibt mehrere Träger des Namens, siehe Korythos. Als Lapithe tritt er nur bei Ovid auf, es ist wohl dessen Erfindung.

## Mythos
Auf der Hochzeit des Peirithoos kommt es wegen der sexuell übergriffigen Kentauren zur blutigen Schlacht. Anfangs können die Kentauren im Kampf noch einige Erfolge erzielen und nachdem der gefährliche Kentaur Rhoetus den Charaxos getötet hat, stürzt er sich auf seine nächsten Gegner: 
„290 Corythus wählte sich nun und Euagros und Dryas der Sieger (Rhoetus). / Als er den einen (Corythus) gefällt, dem Flaum erst deckte die Wangen“, sieht sich Euagros herausgefordert und redet Rhoetus an: „293 Was hast du (Rhoetus) für Ehre, / daß dir ein Knabe erlag?“ Rhoetus tötet ihn auf der Stelle, wird danach aber am Dryas zu scheitern.
Der sonst unbedeutende Lapithe ist „ein kampfunerfahrener sehr junger Mann“ und wird damit von Ovid aus der Masse herausgehoben, er hat Barthärchen (291: lanugo) und ist ein Knabe (293: puer). Außerdem ist er der Anlass für die gewagte Ansprache des Euagros, der diese unmittelbar mit dem Leben bezahlen muss.